# Alouette de Stark
Spizocorys starki
Espèce
Répartition géographique
Statut de conservation UICN

 LC  : Préoccupation mineure
L'Alouette de Stark (Spizocorys starki) est une espèce d'oiseaux de la famille des Alaudidae. On la trouve en Angola, au Botswana, en Namibie et en Afrique du Sud. Ses habitats naturels sont la savane sèche et les zones arbustives sèches subtropicales ou tropicales. George Shelley a nommé l'espèce en l'honneur du naturaliste britannique Arthur Stark.

## Taxonomie
L'Alouette de Stark était à l'origine classée dans le genre Calandrella avant d'être déplacée du genre Eremalauda à Spizocorys en 2009.

## Description
C'est une alouette pâle de taille moyenne à petite avec un bec pâle et robuste qui semble légèrement gonflé. Elle présente un motif strié subtil sur ses parties supérieures brun sable et un sourcil pâle distinct. Les parties inférieures sont blanchâtres avec de légères stries, et elle présente souvent une crête surélevée et striée.

## Comportement
Les Alouettes de Stark sont très mobiles et présentent un comportement nomade. À la suite d'épisodes pluvieux, elles peuvent former de petits comme de grands groupes, s'associant même occasionnellement à d'autres espèces telles que moinelettes ou les bruants. Les Alouettes de Stark affectionnent les prairies arides de gravier, et évitent les zones sablonneuses. Pour faire face à la chaleur, elles recherchent l'ombre et relèvent leur huppe, ouvrent le bec, ferment partiellement leurs yeux et font légèrement tomber leurs ailes. Lors des parades nuptiales, ils exécutent des acrobaties aériennes accompagnées d'un répertoire de trilles, de sifflements et de gazouillis.